# Chersotis ayaschi
Chersotis ayaschi là một loài bướm đêm trong họ Noctuidae.